# Praezygaena
Praezygaena este un gen de molii din familia Zygaenidae.  Era considerat ca fiind un subgen al Epizygaena.

## Specii
- Praezygaena agria (Distant, 1892)
- Praezygaena caschmirensis (Kollar, 1844)
- Praezygaena conjuncta (Hampson, 1920)
- Praezygaena lateralis (Jordan, 1907)
- Praezygaena microsticha (Jordan, 1907)
- Praezygaena myodes (Druce, 1899)
- Praezygaena ochroptera (Felder, 1874)